# Campeonato Mundial de Sóftbol Femenino Sub-19 de 2017
El Campeonato Mundial de Softbol Femenino Sub-19 de 2017 fue la XII edición del torneo mundial de sóftbol femenino júnior organizado por la Confederación Mundial de Béisbol y Sóftbol, disputado en la ciudad de Clearwater, Estados Unidos, del 24 al 30 de julio de 2017, con la participación récord de 26 selecciones.

## Participantes
Competirán 26 naciones, récord para la competencia:
- África (1): Sudáfrica.
- América (10): Argentina, Bahamas, Brasil, Canadá, República Dominicana, Guatemala, México, Perú, Puerto Rico, Estados Unidos.
- Asia (6): China, China Taipéi[nota 1], India, Japón, Corea del Sur, Filipinas.
- Europa (7): República Checa, Gran Bretaña, Irlanda, Israel, Italia, Países Bajos, Turquía.
- Oceanía (2): Australia, Nueva Zelanda.

## Emparejamiento
La distribución de las selecciones fue presentada oficialmente el 13 de junio.
| Grupo A            | Ranking | 2015 |              | Grupo B | Ranking | 2015 |
| ------------------ | ------- | ---- | ------------ | ------- | ------- | ---- |
| Estados Unidos (L) | 2       | 1ro  | Japón        | 1       | 2do     |      |
| China Taipéi       | 9       | 8vo  | Australia    | 4       | 7mo     |      |
| Italia             | 12      | 9no  | Países Bajos | 8       | NP      |      |
| Filipinas          | 17      | NP   | Brasil       | 11      | 10mo    |      |
| Guatemala          | 20      | NP   | Perú         | 21      | NP      |      |
| Sudáfrica          | SR      | NP   | Israel       | 37      | NP      |      |
| Turquía            | SR      | NP   | Bahamas      | SR      | NP      |      |

| Grupo C              | Ranking | 2015 |               | Grupo D | Ranking | 2015 |
| -------------------- | ------- | ---- | ------------- | ------- | ------- | ---- |
| Nueva Zelanda        | 5       | 6.º  | Canadá        | 3       | 4to     |      |
| Puerto Rico          | 7       | 3ro  | China         | 6       | 12do    |      |
| República Checa      | 13      | 11vo | México        | 10      | 5to     |      |
| República Dominicana | 24      | NP   | Reino Unido   | 14      | 13ro    |      |
| Argentina            | 30      | 14to | Corea del Sur | 26      | NP      |      |
| India                | 36      | NP   | Irlanda       | 31      | NP      |      |

- Nota: L=local. SR=sin ranking. NP=no participó

## Formato
Las 26 selecciones fueron divididos en dos grupos de siete equipos y dos grupos de seis equipos, para disputar un sistema de todos contra todos.
Para la segunda ronda, las selecciones que se ubiquen en las dos primeras posiciones de cada grupo clasifican a la Ronda de campeonato, disputando un sistema de eliminación de doble page (Sistema de eliminación Page); los equipos que se ubiquen en las posiciones 3 y 4 de cada grupo pasan a disputar el Grupo de colocación, disputando también un sistema de eliminación de doble page; y las selecciones que se ubiquen en los puestos 5°, 6° y 7° de los grupos, pasan a un sistema de eliminación simple, para dirimir los puestos del 17° al 26°.
En todos los partidos se aplicará la regla de piedad, identificada bajo la terminología de la WBSC como regla de carreras de ventaja. La misma terminará un partido con 20 o más carreras de diferencia con tres entradas completas, 15 carreras para cuatro entradas, y 7 carreras para 5 entradas.
Para el desempate en los grupos entre dos equipos se usará el resultado directo entre ellos; y para tres equipos o más, se usará la diferencia conocida como TQB (Team Quality Balance) entre los equipos involucrados.

## Equipo de árbitros
- Christian Singer
- Javier Penarroya
- Jay Gibson
- Warren Duff
- Thomas Sears
- Mariana Atanasova
- Scott McLaren
- Annie Michaud
- Zhiling Yu
- Ko Chin Yu
- Munsook Jeon
- Maikel Cue
- Mindy Villa
- Matt Dunbar
- Jason Gehoski
- Cindi Bruno
- Franck Lautier
- Jana Mccaskill
- Bridget Cameron
- Brian Aron
- Sabrina Fabrizi
- Saeko Suda
- Masao Ota
- Jorge Rojo
- David Fortin
- José Rodríguez
- Bob Gieskens
- José Morales
- Zdeněk Zídek
- Kgatla Kgomo

Fuente: wbsc.org

## Ronda de apertura
La programación de los 72 partidos de la ronda de apertura, que se disputarán del 24 al 27 de julio, fue establecida de la siguiente forma:
- Los horarios corresponden al huso horario de Clearwater (UTC -04:00)

### Grupo A
| Equipo         | G | P | Av    | Dif | CA | CP | Des. |
| -------------- | - | - | ----- | --- | -- | -- | ---- |
| Estados Unidos | 6 | 0 | 1.000 | -   | 74 | 01 |      |
| China Taipéi   | 5 | 1 | 1.000 | 1   | 48 | 10 |      |
| Filipinas      | 4 | 2 | 0.833 | 2   | 28 | 31 |      |
| Italia         | 3 | 3 | 0.500 | 3   | 28 | 23 |      |
| Guatemala      | 2 | 4 | 0.333 | 4   | 24 | 28 |      |
| Sudáfrica      | 1 | 5 | 0.167 | 5   | 17 | 46 |      |
| Turquía        | 0 | 6 | 0.000 | 6   | 05 | 81 |      |

| Fecha       | Juego | Hora  | Visitante    | Resultado | Local          |
| ----------- | ----- | ----- | ------------ | --- | -------------- |
| 24 de julio | 1     | 09ː00 | Turquía      | 0 - 13 (enlace roto disponible en Internet Archive; véase el historial, la primera versión y la última).(4i) | Estados Unidos |
| 24 de julio | 4     | 09ː30 | Guatemala    | 1 - 2 (enlace roto disponible en Internet Archive; véase el historial, la primera versión y la última).      | China Taipéi   |
| 24 de julio | 5     | 09ː30 | Filipinas    | 10 - 3(6i)                                                                                                   | Italia         |
|             |       |       |              | |                |
| 24 de julio | 9     | 13ː00 | Sudáfrica    | 16 - 3(4i)                                                                                                   | Turquía        |
| 24 de julio | 13    | 16ː00 | China Taipéi | 13 - 0(5i)                                                                                                   | Filipinas      |
| 24 de julio | 17    | 18ː00 | Guatemala    | 0 - 14(4i)                                                                                                   | Estados Unidos |
|             |       |       |              | |                |
| 25 de julio | 22    | 09ː30 | Turquía      | 1 - 13(4i)                                                                                                   | Italia         |
| 25 de julio | 25    | 11ː30 | Guatemala    | 0 - 5 (enlace roto disponible en Internet Archive; véase el historial, la primera versión y la última).      | Filipinas      |
|             |       |       |              | |                |
| 25 de julio | 29    | 13ː30 | China Taipéi | 15 - 0(3i)                                                                                                   | Turquía        |
| 25 de julio | 33    | 16ː30 | Italia       | 5 - 1 (enlace roto disponible en Internet Archive; véase el historial, la primera versión y la última).      | Guatemala      |
| 25 de julio | 37    | 18ː30 | Sudáfrica    | 0 - 15(3i)                                                                                                   | Estados Unidos |
|             |       |       |              | |                |
| 26 de julio | 40    | 09ː30 | Filipinas    | 10 - 0(4i)                                                                                                   | Turquía        |
| 26 de julio | 44    | 11ː30 | Italia       | 0 - 8(5i) | Estados Unidos |
|             |       |       |              | |                |
| 26 de julio | 48    | 13ː30 | Filipinas    | 3 - 0 (enlace roto disponible en Internet Archive; véase el historial, la primera versión y la última).      | Sudáfrica      |
| 26 de julio | 52    | 16ː30 | Guatemala    | 18 - 1(4i)                                                                                                   | Turquía        |
|             |       |       |              | |                |
| 26 de julio | 56    | 18ː30 | China Taipéi | 14 - 0(5i)                                                                                                   | Sudáfrica      |
|             |       |       |              | |                |
| 27 de julio | 57    | 09ː00 | Italia       | 7 - 0(5i) | Sudáfrica      |
| 27 de julio | 59    | 11ː00 | Filipinas    | 0 - 15(4i)                                                                                                   | Estados Unidos |
|             |       |       |              | |                |
| 27 de julio | 62    | 13ː00 | Italia       | 0 - 3 | China Taipéi   |
| 27 de julio | 66    | 16ː00 | Guatemala    | 4 - 1 | Sudáfrica      |
|             |       |       |              | |                |
| 27 de julio | 70    | 18ː00 | China Taipéi | 1 - 9(6i) | Estados Unidos |

### Grupo B
| Equipo       | G | P | Av    | Dif | CA | CP | Des.* |
| ------------ | - | - | ----- | --- | -- | -- | ----- |
| Japón        | 6 | 0 | 1.000 | -   | 64 | 01 |       |
| Australia    | 5 | 1 | 0.833 | 1   | 55 | 08 |       |
| Brasil       | 4 | 2 | 0.667 | 2   | 30 | 27 |       |
| Países Bajos | 3 | 3 | 0.500 | 3   | 34 | 09 |       |
| Perú         | 2 | 4 | 0.333 | 4   | 37 | 42 |       |
| Bahamas      | 1 | 5 | 0.167 | 5   | 16 | 51 |       |
| Israel       | 0 | 6 | 0.000 | 6   | 02 | 78 |       |

| Fecha       | Juego | Hora  | Visitante    | Resultado                                                                                               | Local     |
| ----------- | ----- | ----- | ------------ | --- | --------- |
| 24 de julio | 2     | 09ː00 | Australia    | 12 - 5(5i)                                                                                              | Perú      |
| 24 de julio | 3     | 09ː30 | Israel       | 0 - 22(3i)                                                                                              | Japón     |
| 24 de julio | 7     | 11ː30 | Países Bajos | 3 - 4 (enlace roto disponible en Internet Archive; véase el historial, la primera versión y la última). | Brasil    |
|             |       |       |              | |           |
| 24 de julio | 11    | 13ː30 | Israel       | 0 - 10(4i)                                                                                              | Bahamas   |
| 24 de julio | 15    | 16ː30 | Perú         | 0 - 7 (enlace roto disponible en Internet Archive; véase el historial, la primera versión y la última). | Japón     |
| 24 de julio | 19    | 18ː30 | Países Bajos | 0 - 3 (enlace roto disponible en Internet Archive; véase el historial, la primera versión y la última). | Australia |
|             |       |       |              | |           |
| 25 de julio | 21    | 09ː00 | Brasil       | 10 - 2(5i)                                                                                              | Bahamas   |
| 25 de julio | 24    | 11ː00 | Países Bajos | 1 - 8(6i)                                                                                               | Japón     |
|             |       |       |              | |           |
| 25 de julio | 28    | 13ː00 | Australia    | 8 - 1(6i)                                                                                               | Brasil    |
| 25 de julio | 32    | 16ː00 | Perú         | 8 - 2 (enlace roto disponible en Internet Archive; véase el historial, la primera versión y la última). | Bahamas   |
|             |       |       |              | |           |
| 25 de julio | 36    | 18ː00 | Australia    | 0 - 1 (enlace roto disponible en Internet Archive; véase el historial, la primera versión y la última). | Japón     |
|             |       |       |              | |           |
| 26 de julio | 39    | 09ː00 | Países Bajos | 22 - 0(3i)                                                                                              | Israel    |
| 26 de julio | 42    | 11ː00 | Australia    | 12 - 1(5i)                                                                                              | Bahamas   |
|             |       |       |              | |           |
| 26 de julio | 46    | 13ː00 | Perú         | 16 - 2(4i)                                                                                              | Israel    |
| 26 de julio | 50    | 16ː00 | Países Bajos | 4 - 0 (enlace roto disponible en Internet Archive; véase el historial, la primera versión y la última). | Bahamas   |
| 26 de julio | 54    | 18ː00 | Brasil       | 0 - 9(6i)                                                                                               | Japón     |
|             |       |       |              | |           |
| 27 de julio | 58    | 09ː30 | Israel       | 0 - 8(5i)                                                                                               | Brasil    |
| 27 de julio | 60    | 11ː30 | Países Bajos | 5 - 2 (enlace roto disponible en Internet Archive; véase el historial, la primera versión y la última). | Perú      |
|             |       |       |              | |           |
| 27 de julio | 63    | 13ː30 | Australia    | 20 - 0(3i)                                                                                              | Israel    |
| 27 de julio | 67    | 16ː30 | Perú         | 5 - 7                                                                                                   | Brasil    |
| 27 de julio | 71    | 18ː30 | Japón        | 17 - 0(4i)                                                                                              | Bahamas   |

### Grupo C
| Equipo               | G | P | Av    | Dif | CA | CP | Des.* |
| -------------------- | - | - | ----- | --- | -- | -- | ----- |
| Puerto Rico          | 5 | 0 | 1.000 | -   | 26 | 07 |       |
| República Checa      | 4 | 1 | 0.800 | 1   | 36 | 08 |       |
| República Dominicana | 3 | 2 | 0.600 | 2   | 28 | 19 |       |
| Nueva Zelanda        | 2 | 3 | 0.400 | 3   | 30 | 19 |       |
| Argentina            | 1 | 4 | 0.200 | 4   | 15 | 35 |       |
| India                | 0 | 5 | 0.000 | 5   | 04 | 49 |       |

| Fecha       | Juego | Hora  | Visitante            | Resultado                                                                                                | Local                |
| ----------- | ----- | ----- | -------------------- | --- | -------------------- |
| 24 de julio | 8     | 11ː30 | República Dominicana | 12 - 9 (enlace roto disponible en Internet Archive; véase el historial, la primera versión y la última). | Argentina            |
| 24 de julio | 12    | 13ː30 | República Checa      | 14 - 2(6i)                                                                                               | India                |
| 24 de julio | 16    | 16ː30 | Nueva Zelanda        | 6 - 8 (enlace roto disponible en Internet Archive; véase el historial, la primera versión y la última).  | Puerto Rico          |
|             |       |       |                      | |                      |
| 24 de julio | 20    | 13ː30 | Argentina            | 0 - 6 (enlace roto disponible en Internet Archive; véase el historial, la primera versión y la última).  | República Checa      |
|             |       |       |                      | |                      |
| 25 de julio | 26    | 11ː30 | Puerto Rico          | 8 - 0(5i)                                                                                                | India                |
| 25 de julio | 30    | 13ː30 | República Checa      | 7 - 4 (enlace roto disponible en Internet Archive; véase el historial, la primera versión y la última).  | Nueva Zelanda        |
|             |       |       |                      | |                      |
| 25 de julio | 34    | 16ː30 | Argentina            | 2 - 0 (enlace roto disponible en Internet Archive; véase el historial, la primera versión y la última).  | India                |
| 25 de julio | 38    | 16ː30 | Nueva Zelanda        | 0 - 2 (enlace roto disponible en Internet Archive; véase el historial, la primera versión y la última).  | República Dominicana |
|             |       |       |                      | |                      |
| 26 de julio | 43    | 11ː30 | República Dominicana | 4 - 7 (enlace roto disponible en Internet Archive; véase el historial, la primera versión y la última).  | Puerto Rico          |
| 26 de julio | 47    | 13ː30 | Nueva Zelanda        | 11 - 0(5i)                                                                                               | India                |
|             |       |       |                      | |                      |
| 26 de julio | 51    | 16ː30 | República Checa      | 8 - 0(6i)                                                                                                | República Dominicana |
| 26 de julio | 55    | 18ː30 | Puerto Rico          | 8 - 0(5i)                                                                                                | Argentina            |
|             |       |       |                      | |                      |
| 27 de julio | 61    | 13ː00 | República Dominicana | 14 - 2(5i)                                                                                               | India                |
| 27 de julio | 65    | 16ː00 | Nueva Zelanda        | 9 - 4 | Argentina            |
| 27 de julio | 69    | 18ː00 | República Checa      | 1 - 2 | Puerto Rico          |

### Grupo D
| Equipo        | G | P | Av    | Dif | CA | CP | Des.* |
| ------------- | - | - | ----- | --- | -- | -- | ----- |
| Canadá        | 5 | 0 | 1.000 | -   | 20 | 04 |       |
| China         | 3 | 2 | 0.600 | 1   | 25 | 13 | 1-0   |
| México        | 3 | 2 | 0.600 | 2   | 23 | 07 | 0-1   |
| Reino Unido   | 2 | 3 | 0.400 | 2   | 06 | 16 |       |
| Irlanda       | 1 | 4 | 0.200 | 4   | 06 | 30 | 1-0   |
| Corea del Sur | 1 | 4 | 0.200 | 3   | 03 | 13 | 0-1   |

| Fecha       | Juego | Hora  | Visitante     | Resultado                                                                                               | Local         |
| ----------- | ----- | ----- | ------------- | --- | ------------- |
| 24 de julio | 6     | 11ː00 | Corea del Sur | 0 - 1 (enlace roto disponible en Internet Archive; véase el historial, la primera versión y la última). | Gran Bretaña  |
| 24 de julio | 10    | 13ː00 | Irlanda       | 1 - 12(4i)                                                                                              | China         |
| 24 de julio | 14    | 16ː00 | México        | 1 - 2                                                                                                   | Canadá        |
|             |       |       |               | |               |
| 24 de julio | 18    | 18ː00 | Gran Bretaña  | 1 - 7 (enlace roto disponible en Internet Archive; véase el historial, la primera versión y la última). | China         |
|             |       |       |               | |               |
| 25 de julio | 23    | 11ː00 | Canadá        | 8 - 0(5i)                                                                                               | Irlanda       |
| 25 de julio | 27    | 13ː00 | Corea del Sur | 0 - 7(5i)                                                                                               | México        |
|             |       |       |               | |               |
| 25 de julio | 31    | 13ː30 | Irlanda       | 1 - 2 (enlace roto disponible en Internet Archive; véase el historial, la primera versión y la última). | Gran Bretaña  |
| 25 de julio | 35    | 18ː00 | China         | 5 - 3 (enlace roto disponible en Internet Archive; véase el historial, la primera versión y la última). | México        |
|             |       |       |               | |               |
| 26 de julio | 41    | 11ː00 | Corea del Sur | 1 - 5                                                                                                   | Canadá        |
| 26 de julio | 45    | 13ː00 | Irlanda       | 0 - 8(5i)                                                                                               | México        |
|             |       |       |               | |               |
| 26 de julio | 49    | 16ː00 | China         | 1 - 2 (enlace roto disponible en Internet Archive; véase el historial, la primera versión y la última). | Corea del Sur |
| 26 de julio | 53    | 18ː00 | Gran Bretaña  | 2 - 4 (enlace roto disponible en Internet Archive; véase el historial, la primera versión y la última). | Canadá        |
|             |       |       |               | |               |
| 27 de julio | 64    | 13ː30 | Irlanda       | 4 - 1                                                                                                   | Corea del Sur |
| 27 de julio | 68    | 16ː30 | Gran Bretaña  | 0 - 4                                                                                                   | México        |
| 27 de julio | 72    | 18ː30 | China         | 1 - 6                                                                                                   | Canadá        |

## Ronda de colocación del 17° al 26° puesto
| Fecha       | Juego | Hora  | Visitante     | Resultado | Local     |
| ----------- | ----- | ----- | ------------- | --- | --------- |
| 28 de julio | S1    | 12ː00 | Corea del Sur | 14 - 2(5i)                                                                                                   | Bahamas   |
| 28 de julio | S2    | 14ː00 | India         | 5 - 4 | Sudáfrica |
|             |       |       |               | |           |
| 28 de julio | S3    | 17ː00 | Turquía       | 0 - 18(3i)                                                                                                   | Argentina |
| 28 de julio | S4    | 17ː00 | Corea del Sur | 9 - 1(6i) | Guatemala |
| 28 de julio | S5    | 19ː30 | Israel        | 1 - 16(3i)                                                                                                   | Irlanda   |
| 28 de julio | S6    | 19ː30 | India         | 1 - 12 (enlace roto disponible en Internet Archive; véase el historial, la primera versión y la última).(4i) | Perú      |
|             |       |       |               | |           |
| 29 de julio | S8    | 9ː00  | Perú          | 1 - 5 | Irlanda   |
| 29 de julio | S7    | 9ː30  | Corea del Sur | 7 - 4 | Argentina |
|             |       |       |               | |           |
| 30 de julio | S9    | 12ː00 | Corea del Sur | 14 - 1(4i)                                                                                                   | Irlanda   |

|  | Ronda 1       | Ronda 1       | Ronda 1       |               |           | Ronda 2     | Ronda 2     | Ronda 2     |  |               | 17° lugar     | 17° lugar   | 17° lugar   |  |
|  | 28 de julio   | 28 de julio   | 28 de julio   |               |           | 29 de julio | 29 de julio | 29 de julio |  |               | 30 de julio   | 30 de julio | 30 de julio |  |
|  |               |               |               |               |           |             |             |             |  |               |               |             |             |  |
|  |               |               |               |               |           |             |             |             |  |               |               |             |             |  |
|  | Turquía       | Turquía       | 0             |               |           |             |             |             |  |               |               |             |             |  |
|  | Turquía       | Turquía       | 0             |               |           |             |             |             |  |               |               |             |             |  |
|  | Argentina     | Argentina     | 18            |               |           |             |             |             |  |               |               |             |             |  |
|  | Argentina     | Argentina     | 18            |               | Argentina | Argentina   | 4           |             |  |               |               |             |             |  |
|  |               |               |               |               | Argentina | Argentina   | 4           |             |  |               |               |             |             |  |
|  |               |               | Corea del Sur | Corea del Sur | 7         |             |             |             |  |               |               |             |             |  |
|  | Corea del Sur | Corea del Sur | Corea del Sur | Corea del Sur | 7         | 9           |             |             |  |               |               |             |             |  |
|  | Corea del Sur | Corea del Sur |               |               |           |             |             |             |  |               |               |             |             |  |
|  | Guatemala     | Guatemala     | 1             |               |           |             |             |             |  |               |               |             |             |  |
|  | Guatemala     | Guatemala     | 1             |               |           |             |             |             |  | Corea del Sur | Corea del Sur | 14          |             |  |
|  |               |               |               |               |           |             |             |             |  | Corea del Sur | Corea del Sur | 14          |             |  |
|  |               |               | Irlanda       | Irlanda       | 1         |             |             |             |  |               |               |             |             |  |
|  | Israel        | Israel        | Irlanda       | Irlanda       | 1         | 1           |             |             |  |               |               |             |             |  |
|  | Israel        | Israel        |               |               |           |             |             |             |  |               |               |             |             |  |
|  | Irlanda       | Irlanda       | 16            |               |           |             |             |             |  |               |               |             |             |  |
|  | Irlanda       | Irlanda       | 16            |               | Irlanda   | Irlanda     | 5           |             |  |               |               |             |             |  |
|  |               |               |               |               | Irlanda   | Irlanda     | 5           |             |  |               |               |             |             |  |
|  |               |               | Perú          | Perú          | 1         |             |             |             |  |               |               |             |             |  |
|  | India         | India         | Perú          | Perú          | 1         | 1           |             |             |  |               |               |             |             |  |
|  | India         | India         |               |               |           |             |             |             |  |               |               |             |             |  |
|  | Perú          | Perú          | 12            |               |           |             |             |             |  |               |               |             |             |  |
|  | Perú          | Perú          | 12            |               |           |             |             |             |  |               |               |             |             |  |
|  |               |               |               |               |           |             |             |             |  |               |               |             |             |  |

## Ronda de colocación del 9° al 16° puesto
| Fecha       | Juego | Hora  | Visitante            | Resultado                                                                                               | Local                |
| ----------- | ----- | ----- | -------------------- | --- | -------------------- |
| 28 de julio | P1    | 11ː30 | Italia               | 7 - 3                                                                                                   | Nueva Zelanda        |
| 28 de julio | P2    | 13ː30 | Países Bajos         | 2 - 0                                                                                                   | Reino Unido          |
| 28 de julio | P3    | 16ː30 | Brasil               | 3 - 10                                                                                                  | México               |
| 28 de julio | P4    | 19ː00 | República Dominicana | 3 - 5 (enlace roto disponible en Internet Archive; véase el historial, la primera versión y la última). | Filipinas            |
|             |       |       |                      | |                      |
| 29 de julio | P5    | 11ː30 | Italia               | 5 - 4                                                                                                   | Brasil               |
| 29 de julio | P6    | 14ː00 | Países Bajos         | 3 - 5                                                                                                   | República Dominicana |
| 29 de julio | P7    | 17ː30 | México               | 1 - 0                                                                                                   | Filipinas            |
|             |       |       |                      | |                      |
| 29 de julio | P8    | 19ː00 | Italia               | 3 - 8                                                                                                   | República Dominicana |
|             |       |       |                      | |                      |
| 30 de julio | P9    | 14ː30 | República Dominicana | 0 - 2                                                                                                   | Filipinas            |
|             |       |       |                      | |                      |
| 30 de julio | P10   | 16:00 | México               | 5 - 3                                                                                                   | Filipinas            |

|  | Preliminar 9.º | Preliminar 9.º       | Preliminar 9.º       |   |  | 11.º lugar | 11.º lugar | 11.º lugar |  |           | 9.º lugar | 9.º lugar | 9.º lugar |
|  |                |                      |                      |   |  |            |            |            |  |           |           |           |           |
|  |                | México               | 1                    |   |  |            |            |            |  |           |           |           |           |
|  |                | Filipinas            | 0                    |   |  |            |            |            |  |           |           | México    | 5         |
|  |                |                      |                      |   |  | Filipinas  | 2          |            |  | Filipinas | 3         |           |           |
|  |                |                      | República Dominicana | 0 |  |            |            |            |  |           |           |           |           |
|  |                | Italia               | 3                    |   |  |            |            |            |  |           |           |           |           |
|  |                | República Dominicana | 8                    |   |  |            |            |            |  |           |           |           |           |

## Ronda de campeonato
| Fecha       | Juego | Hora  | Visitante      | Resultado | Local           |
| ----------- | ----- | ----- | -------------- | --------- | --------------- |
| 28 de julio | C1    | 12ː00 | China Taipéi   | 7 - 6(9i) | República Checa |
| 28 de julio | C2    | 14ː00 | China          | 2 - 0     | Australia       |
| 28 de julio | C3    | 17ː00 | Canadá         | 7 - 8(9i) | Japón           |
| 28 de julio | C4    | 19ː30 | Puerto Rico    | 3 - 8     | Estados Unidos  |
|             |       |       |                |           |                 |
| 29 de julio | C5    | 12ː00 | China Taipéi   | 1 - 8(6i) | Canadá          |
| 29 de julio | C6    | 14ː30 | China          | 0 - 7(6i) | Puerto Rico     |
| 29 de julio | C7    | 17ː00 | Estados Unidos | 4 - 1     | Japón           |
|             |       |       |                |           |                 |
| 29 de julio | C8    | 19ː30 | Canadá         | 5 - 6     | Puerto Rico     |
|             |       |       |                |           |                 |
| 30 de julio | C9    | 14ː30 | Japón          | 7 - 2     | Puerto Rico     |
|             |       |       |                |           |                 |
| 30 de julio | C10   | 16ː00 | Estados Unidos | 13 - 4    | Japón           |

|  | Preliminar final | Preliminar final | Preliminar final |   |  | 3.er lugar | 3.er lugar | 3.er lugar |  |       | Final | Final          | Final |
|  |                  |                  |                  |   |  |            |            |            |  |       |       |                |       |
|  |                  | Estados Unidos   | 4                |   |  |            |            |            |  |       |       |                |       |
|  |                  | Japón            | 1                |   |  |            |            |            |  |       |       | Estados Unidos | 13    |
|  |                  |                  |                  |   |  | Japón      | 7          |            |  | Japón | 4     |                |       |
|  |                  |                  | Puerto Rico      | 2 |  |            |            |            |  |       |       |                |       |
|  |                  | Canadá           | 5                |   |  |            |            |            |  |       |       |                |       |
|  |                  | Puerto Rico      | 6                |   |  |            |            |            |  |       |       |                |       |

## Posiciones finales
La tabla muestra la posición final de los equipos, y la cantidad de puntos que sumaran al ranking WBSC de sóftbol femenino.
| Pos | Equipo               | Ranking |
| --- | -------------------- | ------- |
|     | Estados Unidos       | 920     |
|     | Japón                | 771     |
|     | Puerto Rico          | 742     |
| 4   | Canadá               | 713     |
| 5   | China Taipéi         | 684     |
| 6   | China                | 656     |
| 7   | Australia            | 627     |
| 8   | República Checa      | 598     |
| 9   | México               | 569     |
| 10  | Filipinas            | 540     |
| 11  | República Dominicana | 512     |
| 12  | Italia               | 483     |
| 13  | Brasil               | 454     |
| 14  | Países Bajos         | 425     |
| 15  | Reino Unido          | 396     |
| 16  | Nueva Zelanda        | 368     |
| 17  | Corea del Sur        | 339     |
| 18  | Irlanda              | 310     |
| 19  | Perú                 | 281     |
| 20  | Argentina            | 252     |
| 21  | Guatemala            | 224     |
| 22  | India                | 195     |
| 23  | Sudáfrica            | 166     |
| 24  | Bahamas              | 137     |
| 25  | Turquía              | 108     |
| 26  | Israel               | 80      |